# Марешин
Марешин (фр. Maraichine, також Maraîchine) — локальна нечисленна порода великої рогатої худоби м'ясо-молочного напряму продуктивності, виведена на заході Франції схрещуванням місцевої худоби з худобою, завезеною з Нідерландів. В минулому використовувалася також як тягло.

## Історія
У 19 столітті ця худоба була доволі добре поширена в регіоні і славилася якістю свого молока. У 2011 році налічувалося 1266 корів породи марешин, що утримувалися у 70 стадах (господарствах).

## Опис
Масть тварин палева, інколи сіра. Середній зріст бугаїв становить 145 см, корів — 140 см. Жива маса бугаїв до 1200 кг, корів — 700 кг. Порода споріднена з партенезькою породою.

## Поширення
Худоба породи марешин поширена на заході Франції — у регіоні Пеї-де-ла-Луар та на півночі Нової Аквітанії.

## Виноски
1. 1 2 3 4  Parthenais. // Valerie Porter, Lawrence Alderson, Stephen J.G. Hall, D. Phillip Sponenberg (2016). Mason's World Encyclopedia of Livestock Breeds and Breeding [Архівовано 21 грудня 2016 у Wayback Machine.] (sixth edition). Wallingford: CABI. — P. 267—268. ISBN 9781780647944. (англ.)
2. ↑  Race bovin Maraîchine. Сайт "Races de France" http://www.racesdefrance.fr. Races de France. Архів оригіналу за 21 квітня 2016. Процитовано січень 2017. {{cite web}}: Зовнішнє посилання в |work= (довідка)